# -11℃
『-11℃』（マイナスじゅういちど）は、BIGMAMAの8枚目のオリジナルアルバム。2018年10月31日にUNIVERSAL J / RX-RECORDSよりリリースされた。

## 概要
前作『BESTMAMA』から1年2ヶ月ぶりのリリース。オリジナルアルバムとしては『Fabula Fibula』より、1年7ヶ月ぶりのリリースとなる。また、ユニバーサルミュージックとパートナーシップを組み、メジャーレーベルへと移籍してから初のアルバムとなる。CDのみの通常盤と、2018年8月22日に新木場STUDIO COASTにて開催されたライブ「UKFC on the Road 2018」の映像が収められたDVDが同梱された初回限定盤の2形態でのリリースとなっている。
本作は、『躰』をテーマにしており、楽曲一つ一つが躰のパーツを表している。

### WHAT'S YOUR COOL SONG!?
本作では新たなる試みとして、「WHAT'S YOUR COOL SONG!?」と題し、リード曲の決定方法としてファン投票が取り入れられた。方法としては、期間限定でホームページで全楽曲の一部が試聴可能となっていたため、それを聴いてお気に入りの1曲に票を投じる、というものであった。その結果、M-9「Step-out Shepherd」が一番多く票を獲得し、リード曲に決定した。
また、各楽曲への投票率は以下の通りとなった。
| 曲目 | 楽曲名                | 投票率 |
| ---- | --------------------- | ------ |
| 1    | YESMAN                | 1.7%   |
| 2    | Ghost Leg             | 17.7%  |
| 3    | Strawberry feels      | 3.5%   |
| 4    | Insomniark            | 6.6%   |
| 5    | Jerry Miens           | 6.0%   |
| 6    | POPCORN STAR          | 6.9%   |
| 7    | Funbalance            | 8.7%   |
| 8    | Miffy's Mouth         | 10.3%  |
| 9    | Step-out Shepherd     | 23.6%  |
| 10   | Happiemesis           | 10.9%  |
| 11   | CRYSTAL CLEAR         | 2.9%   |
| 12   | High Heels, High Life | 1.1%   |

尚BIGMAMAメンバーもリード曲の選択に参加しており、メンバー内での投票結果は以下となっている。
| 楽曲名     | 得票数 | 柿沼 | 金井 | 東出 | 安井 | リアド |
| ---------- | ------ | ---- | ---- | ---- | ---- | ------ |
| Insomniark | 4      | ○    | ○    | ○    | ○    |        |
| YESMAN     | 3      | ○    | ○    |      |      | ○      |
| Ghost Leg  | 2      |      |      | ○    | ○    |        |
| Funbalance | 1      |      |      |      |      | ○      |

## 楽曲解説
Strawberry Feels
17thシングル曲。
モチーフは「心臓」。
POPCORN STAR
17thカップリング曲。
Step-out Shepherd
本作のリード曲。ファン投票によって選ばれた。
Happiemesis
以前に数量限定で販売された｢母に贈るCD｣の中に収録されている、｢新曲(君思う、故に我在り2012)｣がアレンジされて収録された。
CRYSTAL CLEAR
16thシングル曲。
モチーフは「目」。

## 収録曲

### CD
| 全作詞: 金井政人、全作曲・編曲: BIGMAMA。 |                                                                  |          |            |      |
| #                                         | タイトル                                                         | 作詞     | 作曲・編曲 | 時間 |
| 1.                                        | 「YESMAN」                                                       | 金井政人 | BIGMAMA    | 4:37 |
| 2.                                        | 「Ghost Leg」                                                    | 金井政人 | BIGMAMA    | 3:51 |
| 3.                                        | 「Strawberry Feels」(MBS・TBS系ドラマイズム「賭ケグルイ」主題歌) | 金井政人 | BIGMAMA    | 4:13 |
| 4.                                        | 「Insomniark」                                                   | 金井政人 | BIGMAMA    | 3:54 |
| 5.                                        | 「Jelly Miens」                                                  | 金井政人 | BIGMAMA    | 3:13 |
| 6.                                        | 「POPCORN STAR」                                                 | 金井政人 | BIGMAMA    | 2:00 |
| 7.                                        | 「Funbalance」                                                   | 金井政人 | BIGMAMA    | 2:54 |
| 8.                                        | 「Miffy's Mouth」                                                | 金井政人 | BIGMAMA    | 3:12 |
| 9.                                        | 「Step-out Shepherd」                                            | 金井政人 | BIGMAMA    | 3:24 |
| 10.                                       | 「Happiemesis」                                                  | 金井政人 | BIGMAMA    | 4:43 |
| 11.                                       | 「CRYSTAL CLEAR」                                                | 金井政人 | BIGMAMA    | 4:40 |
| 12.                                       | 「High Heels, High Life」                                        | 金井政人 | BIGMAMA    | 4:27 |
| 合計時間:                                 | 合計時間:                                                        | 45:08    |            |      |

### DVD（初回限定盤のみ）
2018年8月22日、新木場STUDIO COASTにて開催された「UKFC on the Road 2018」のライブ映像が収録されている。

## 演奏
- 草間敬：Programming (#1.3.4.5.8.11)